# RAI Amsterdam
RAI Amsterdam (Rijwiel- en Automobiel-Industrie) is een evenementen-, congres- en beurscomplex in Amsterdam-Zuid.

## Geschiedenis

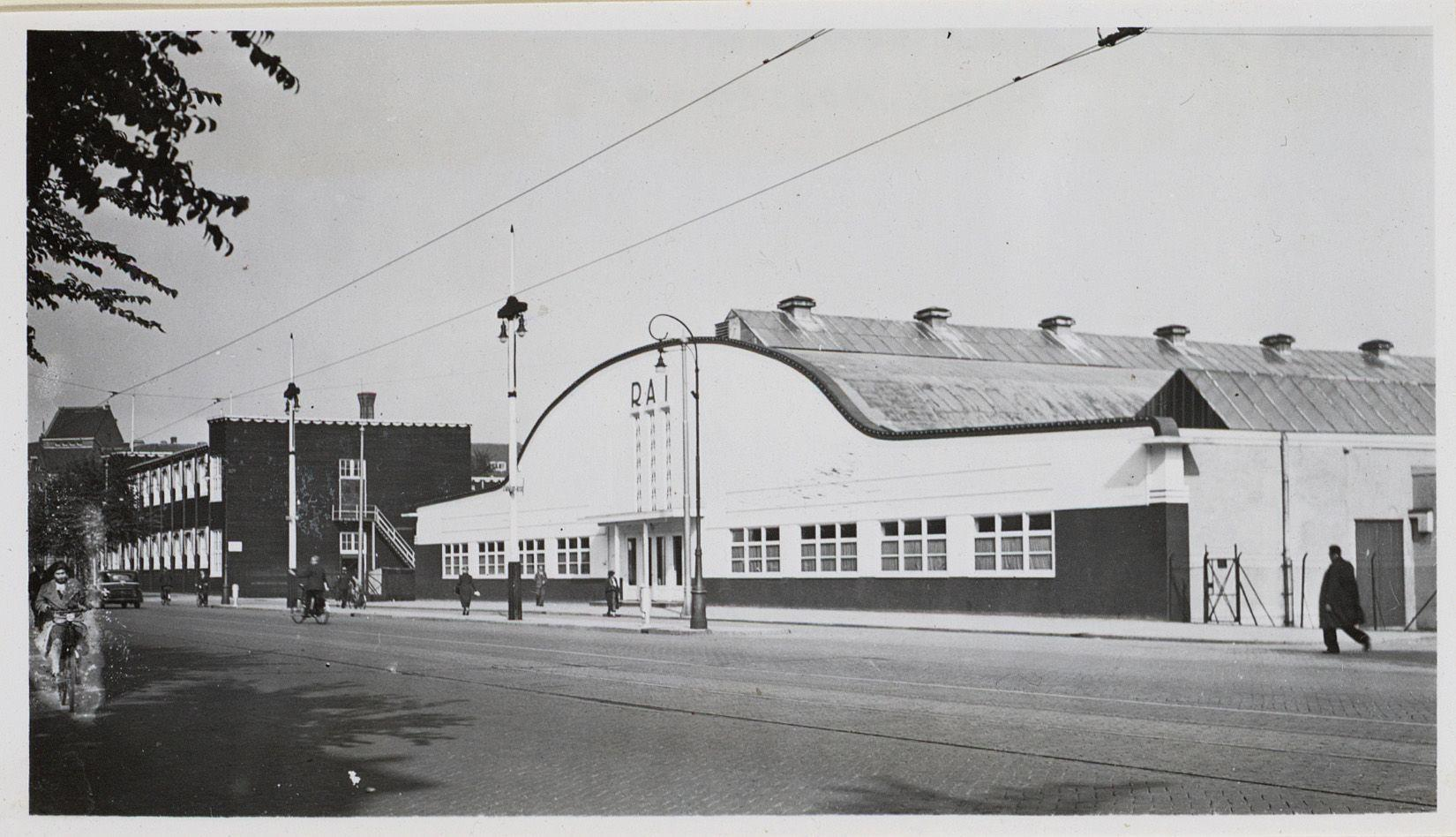
Het oude RAI-gebouw aan de Ferdinand Bolstraat; 1937.

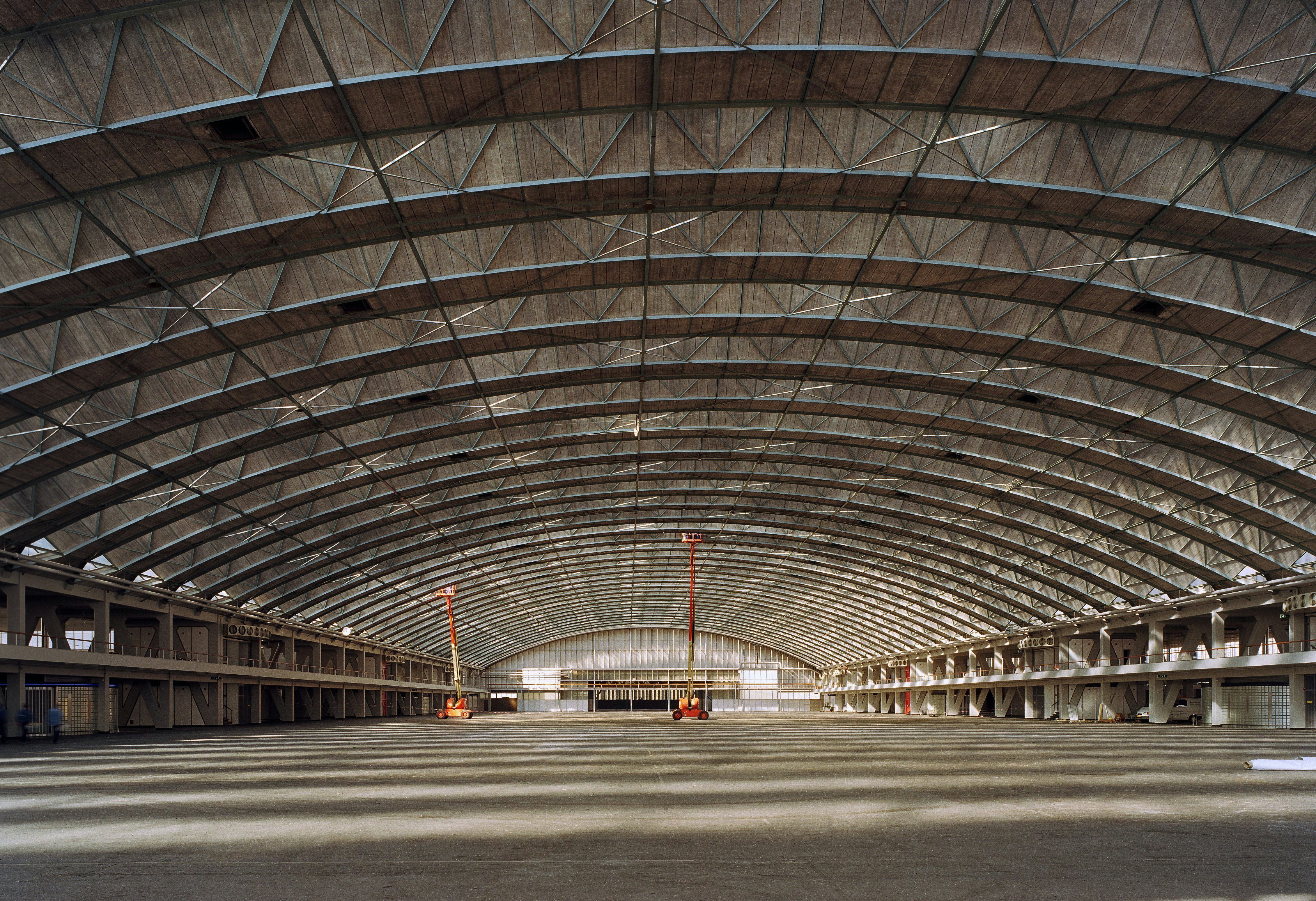
Binnenaanzicht van de Europahal van het RAI-gebouw uit 1961.

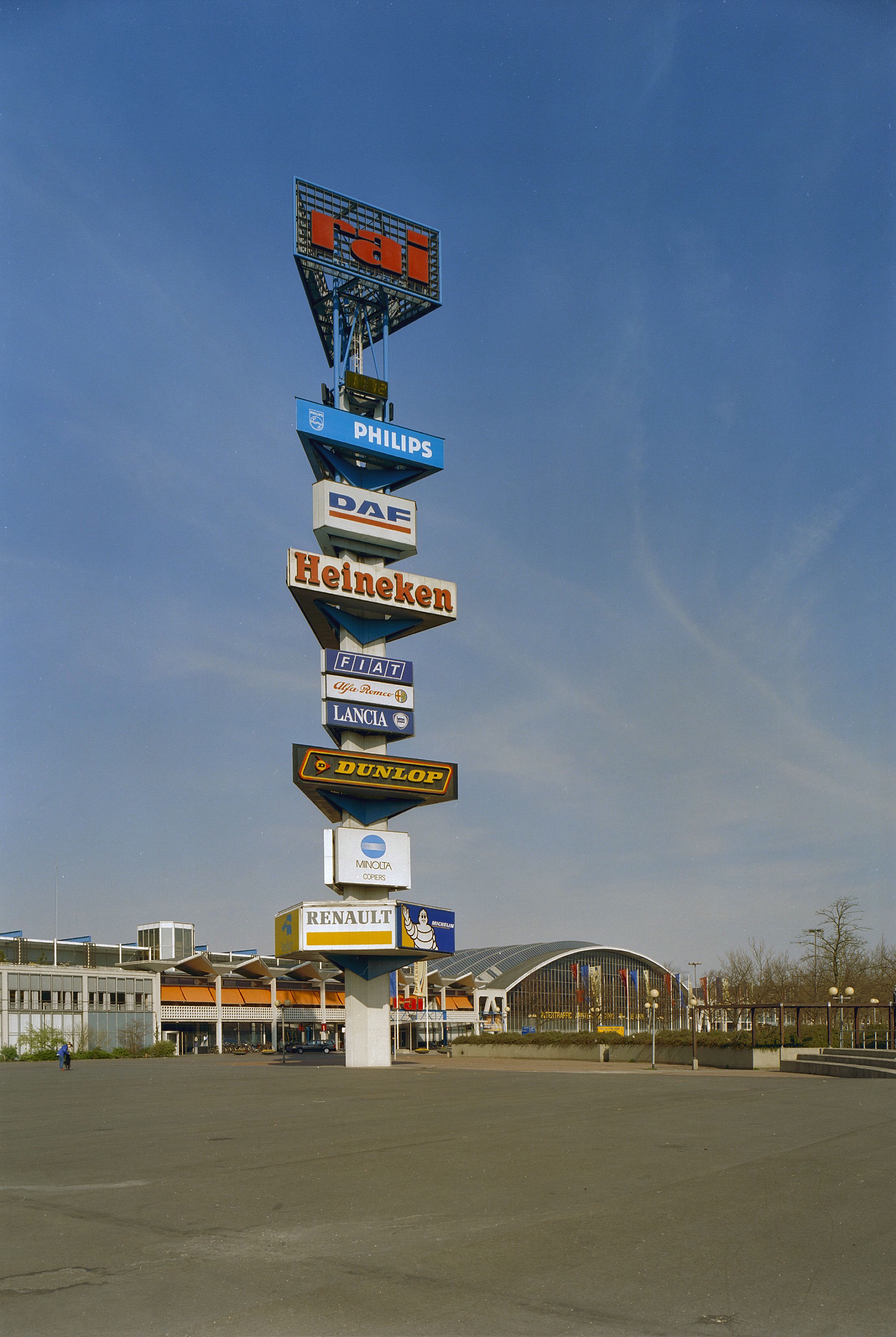
Reclamezuil "Het Signaal" ontworpen door Dick Elffers voor de Europahal van het RAI-gebouw uit 1961.

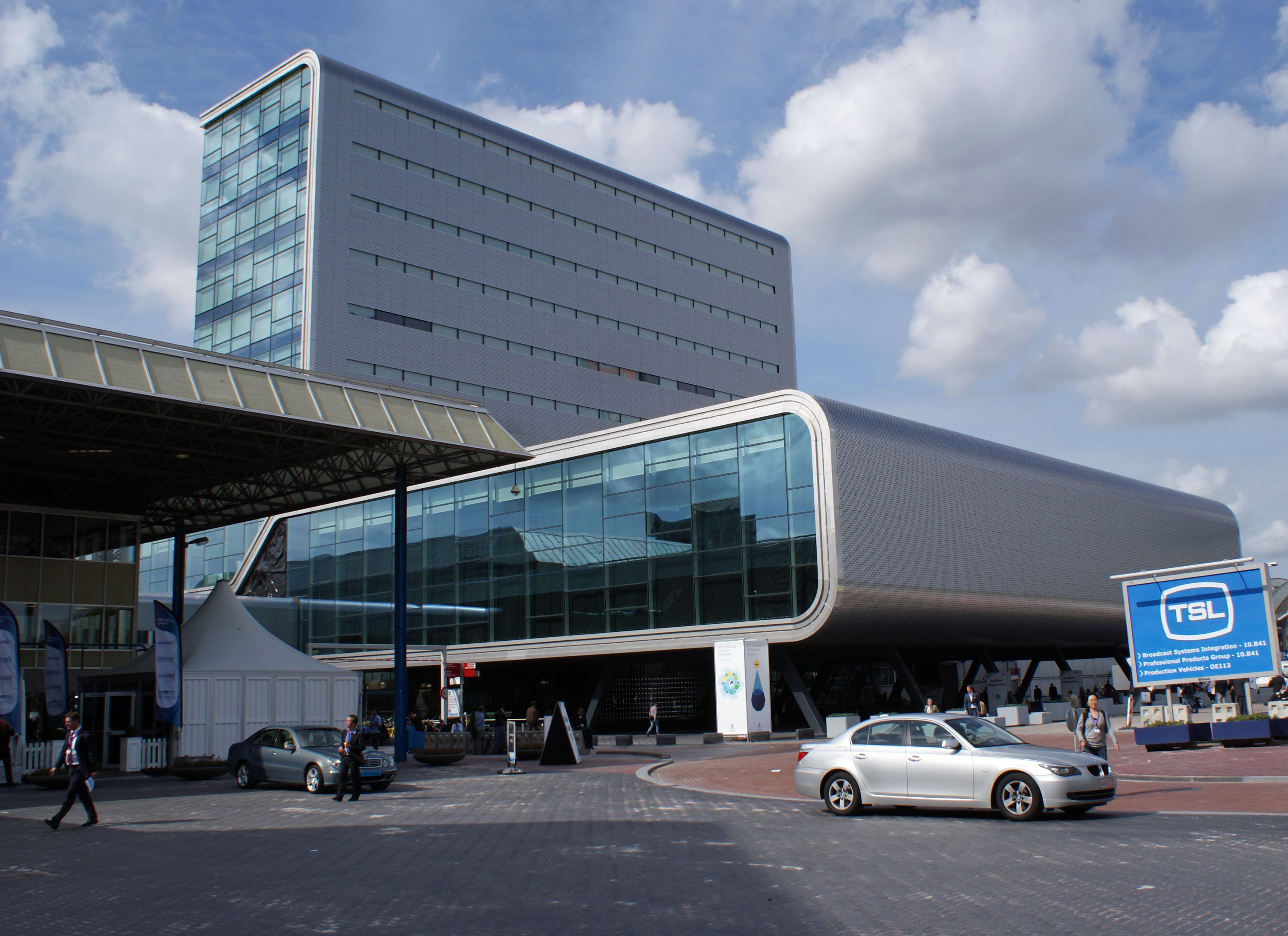
RAI "Elicium"; 2010.

De RAI Vereniging verhuisde in 1922 van het Paleis voor Volksvlijt naar een eigen pand, een semi-permanente tentoonstellingshal aan de Ferdinand Bolstraat nabij het Cornelis Troostplein te Amsterdam, dat op 31 oktober 1922 werd geopend. Dit pand werd in 1961 vervangen door het huidige RAI-gebouw aan het Europaplein. Na de oplevering van de nieuwe RAI deed het oude gebouw tot de sloop in 1975 dienst als sporthal. Op dit terrein zijn daarna onder meer gebouwd: Hotel Okura, de Sporthal De Pijp en een woongebouw voor ouderen met de naam "d'Oude Raai". Tussen deze gebouwen bevindt zich kinderboerderij de Pijp.
In 1956 werden de activiteiten van de Vereniging RAI opgesplitst in de RAI-Vereniging, die de branchebelangen van de mobiliteitsindustrie behartigt en de onderneming Amsterdam RAI B.V. (sinds 2015: RAI Amsterdam B.V.) die de beurzen organiseert en de faciliteiten van het RAI-complex exploiteert. Het huidige congres- en evenementencomplex aan het Europaplein, ontworpen door Alexander Bodon, werd op 2 februari 1961 geopend. Nadien vonden nog vele uitbreidingen plaats, zoals het Congrescentrum, de Amstelhal, het Hollandcomplex en de Parkhal. De RAI beslaat nu het hele oppervlak tussen de Wielingenstraat, het Scheldeplein, het Europaplein, de Europaboulevard, het station Amsterdam RAI, de ringweg van Amsterdam (A10) en het Beatrixpark.
Op 21 maart 1970 vond in de RAl het Eurovisiesongfestival plaats. 
Tussen 2005 en 2010 zijn het 'Elicium', het 'Amtrium' en een parkeergebouw aan het RAI-complex toegevoegd. Het 'Elicium', ontworpen door architectenbureau Benthem Crouwel (geschatte kosten 22 miljoen euro), is opgeleverd in 2009. Het 'Elicium' is 47 meter hoog en gebouwd met nieuwe, duurzame technieken zoals een klimaatgevel en warmte- en koudeopslag op 187 meter onder de grond.
In 2014 werd het voorterrein van de RAI voorzien van zes beelden in de 'Feestelijke beeldenreeks' van kunstenaar Guillaume Bijl. Het kantoor- en congresgebouw Amtrium (met verticale kas) en nieuw parkeergebouw voor 1.000 auto’s met architectonisch kenmerkende wokkels, werden respectievelijk in 2015 en 2016 geopend.
Op 7 januari 2015 kreeg de Europahal met de bijbehorende reclametoren 'Het Signaal' de status van rijksmonument.
In de driehoek tussen RAI, Europaboulevard en snelweg A10 is een hotel gebouwd in opdracht van de RAI; Nhow Amsterdam RAI. Het hotel is eind 2019 opgeleverd en telt ongeveer 650 kamers.

### Activiteiten en bereikbaarheid
Elk jaar worden er in RAI Amsterdam ruim 50 internationale congressen en 70 beurzen gehouden. De RAI heeft een totale oppervlakte van 112.200 m² en is voorzien van 70 congres- en vergaderzalen. Het complex telt 12 hallen. De grootste evenementenhal biedt plaats aan 12.900 zitplaatsen. Jaarlijks worden er rond de 500 evenementen georganiseerd in het RAI-complex. In totaal komen er elk jaar ongeveer anderhalf miljoen bezoekers.
Het complex ligt aan de zuidelijke ringweg van Amsterdam (A10) en naast het gecombineerde trein- en metrostation Amsterdam RAI. De RAI is bereikbaar met tramlijn 4 en buslijn 62. Per 22 juli 2018 werd de RAI ontsloten met het  metrostation Europaplein van de Noord/Zuidlijn.

## Evenementen georganiseerd door Amsterdam RAI
In heden en verleden georganiseerde evenementen (mogelijk niet compleet):
- 'Aquatech': een internationaal tweejaarlijks terugkerende vakbeurs over watertechnologie.
- 'KunstRAI': een beurs voor galeries en kunsthandels die naoorlogse en hedendaagse kunst brengen, vindt jaarlijks plaats rond mei.
- 'AutoRAI': een tweejaarlijkse auto-beurs, vond plaats rond april. Voor het laatst georganiseerd in 2015.
- 'BedrijfsautoRAI': (ook bekend als The European Road Transportshow, TERTS): een vakbeurs voor wegtransport.
- 'Efficiency beurs': een beurs voor kantoormachines en -meubelen, automatisering en reproduktieapparatuur (jaarlijks vanaf 1960, voor het laatst 1995)
- 'Firato': tweejaarlijkse beurs voor audio- en videoapparatuur, in 1996 onder de naam Emotion, laatste Firato 1998.
- 'Greenwich': jaarlijkse vakbeurs voor de tuinbouw.
- 'HISWA': een vierdaags watersport- en botenevenement in maart, wordt sinds 1962 georganiseerd, vindt jaarlijks plaats.
- 'Horecava': een jaarlijkse vierdaagse vakbeurs voor horeca en catering, in januari.
- 'Huishoudbeurs': een sinds 1955 gehouden evenement dat tegenwoordig negen dagen duurt en in februari gehouden wordt.
- 'Jumping Amsterdam’: vierdaags evenement rond de paardensport, wordt sinds 1958 gehouden, meestal aan het eind van het jaar of in januari.
- 'Negenmaandenbeurs': een beurs op het gebied van zwangerschap en baby's.
- 'Intertraffic' (Amsterdam): een internationaal tweejaarlijks terugkerende vakbeurs over infrastructuur, verkeer en parkeren, vindt plaats in maart.
- 'ISSA/Interclean': beurs voor de schoonmaakindustrie en schoonmaakbedrijven, wordt tweejaarlijks (even jaren) gedurende vier dagen in mei gehouden.
- 'Marine Equipment Trade Show' (METS) en 'Super Yacht Pavilion': jaarlijkse vakbeurzen voor professionele watersportindustrie, vinden plaats rond november.
- 'ReMaTec': vakbeurs voor de revisie-industrie, vindt tweejaarlijks plaats.
- 'Safety & Security Amsterdam' (SSA): een vakbeurs voor beveiliging en brandveiligheid.
- PAN Amsterdam, een antiekbeurs die jaarlijks plaatsvindt in de maand november.
- AWS Summit, een evenement waarbij gebruikers, bedrijven en geïnteresseerden bijeenkomen om meer te leren over het platform en contacten kunnen leggen.

## Andere evenementen die plaatsvinden bij de RAI
- Dance-feesten: 'Amsterdam Dance Event' (ADE), 'Innercity', 'Dirty Dutch', 'Thunderdome', 'In Qontrol', 'Valhalla Festival'.
- 'IBC': internationale vakbeurs voor de elektronische media en televisie-industrie in september. Is de grootste beurs in de RAI.
- 'IS Europe': internationale vakbeurs voor de professionele audiovisuele markt.
- 'PLMA': internationale vakbeurs in mei voor fabrikanten en retailersvan private label-producten.
- 'Building Holland':, jaarlijkse landingsplaats voor innovative oplossingen in de bouw-, installatie- en vastgoedsector. (Easyfairs Nederland B.V.).
- 'PROVADA': jaarlijkse ontmoetingsplaats voor de vastgoedsector.
- 'Masters of LXRY' (voorheen 'Miljonair Fair'): dit event biedt een podium voor het luxe-segment: van kunst en antiek, auto's, jachten en sloepen, ambacht en design, enzovoorts.
- 'Woonbeurs': beurs over wonen en interieur, vindt plaats eind september of oktober.

## Filmpjes
- Polygoonjournaal uit 1923. "Tentoonstelling Auto's - Rijwielen - Motorrijwielen" in de RAI.
- Polygoonjournaal uit 1959 over de 40ste Bedrijfsauto Rai te Amsterdam.
- Polygoonjournaal uit april 1964. De verpakkingsbeurs 'Macropak'.
- Polygoonjournaal uit 1976. Curieuze snufjes op tweewieler-RAI met o.a. een uitklap-zijspan vouwcaravan voor de motor.